# Honda CR-X
Honda CR-X (у Японії називалася Honda Ballade Sports CR-X) — спортивний автомобіль японської компанії Honda.

## Перше покоління

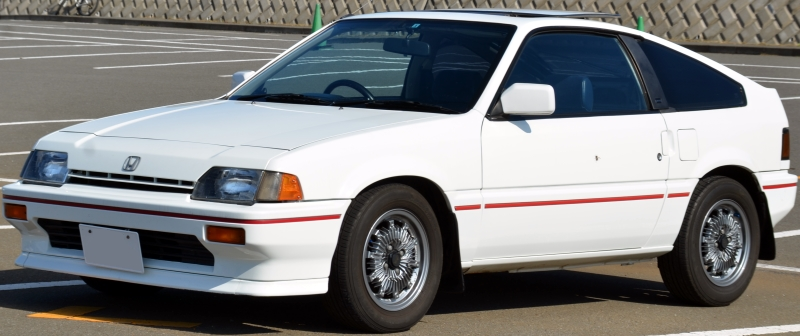
Honda CRX I

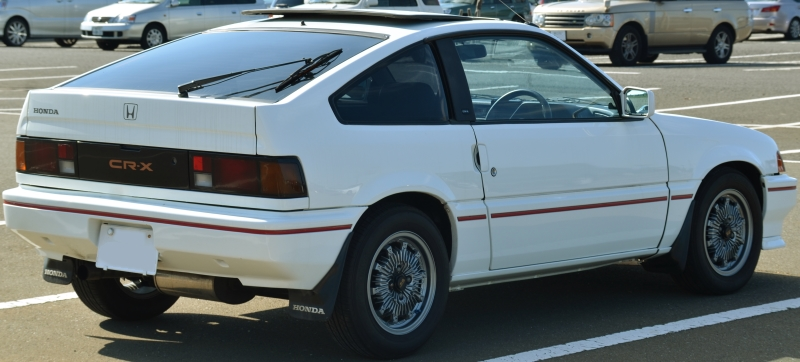

Автомобіль дебютував в 1984 році та позиціонувався як компактний передньопривідний спортивний хетчбек. Перше покоління цього авто в деяких регіонах продавалося під назвою Honda Civic CRX. Ім'я «CRX» і те, що за ним стоїть, викликало безліч суперечок, найпопулярніші наступні розшифровки: «Civic Renaissance Model X», «Civic Racing eXperimental» і «Compact Renaissance X». Автомобіль був розрахований на всі світові ринки, проте на кожному з них мав свої особливості. Так, на європейському ринку автомобілі Honda CRX продавалися в 4-місних варіантах, у той час, як у США модель позиціонувалася як компактний і економічний 2-місний спорткар. І така характеристика з лишком себе виправдала: 1,3-літрова 70-сильна версія Honda CRX вражала всіх показниками витрати палива: 3,9 л на 100 км по трасі та 4,6 л по місту. На європейські ринки поставлявся потужніший варіант з двигуном ZC об'ємом 1,6 л потужністю 125 к.с.

### Двигуни
- 1.3 л 58 к.с. I4
- 1.3 л 60 к.с. EV1 I4 (1984–1986)
- 1.5 л 58-76 к.с. EW1/D15A2 I4 (1984–85)
- 1.5 л 91 к.с. EW3/4 I4 (1985–87)
- 1.5 л 108 к.с. EW5/D15A3 I4 (1985–1987)
- 1.6 л 135 к.с. ZC1/D16A1 I4 (1986–1987)

## Друге покоління

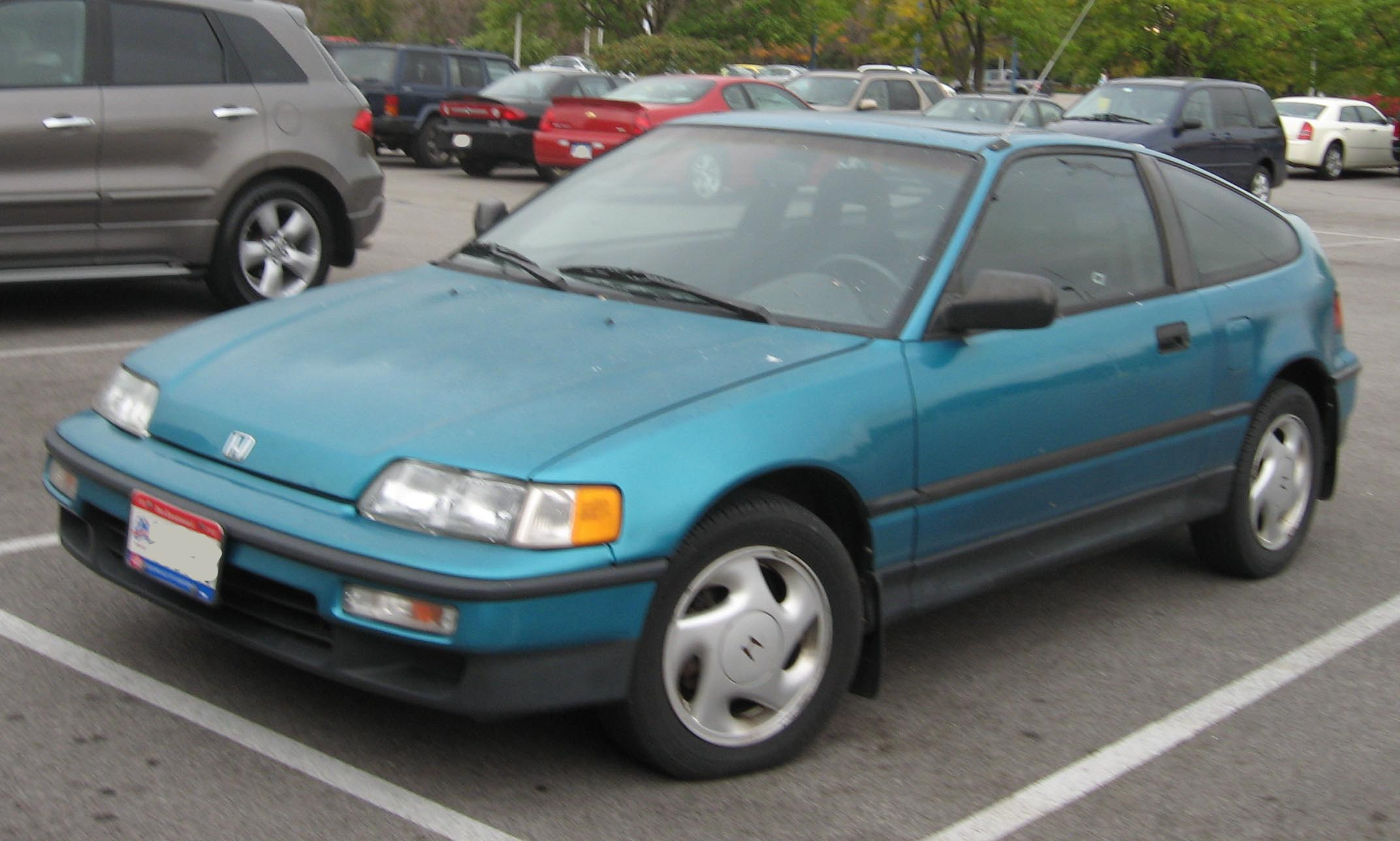
Honda CRX II

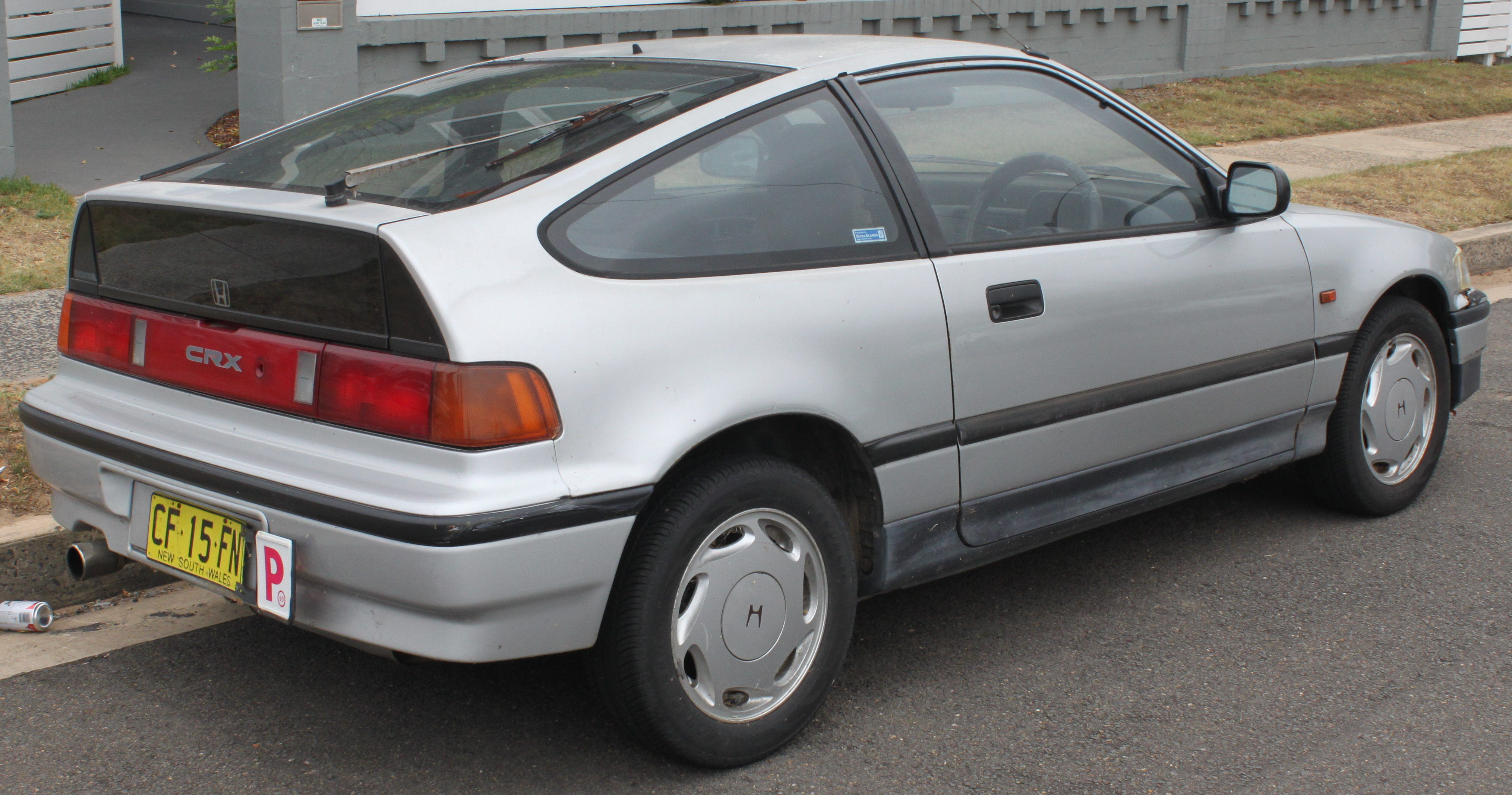
задній

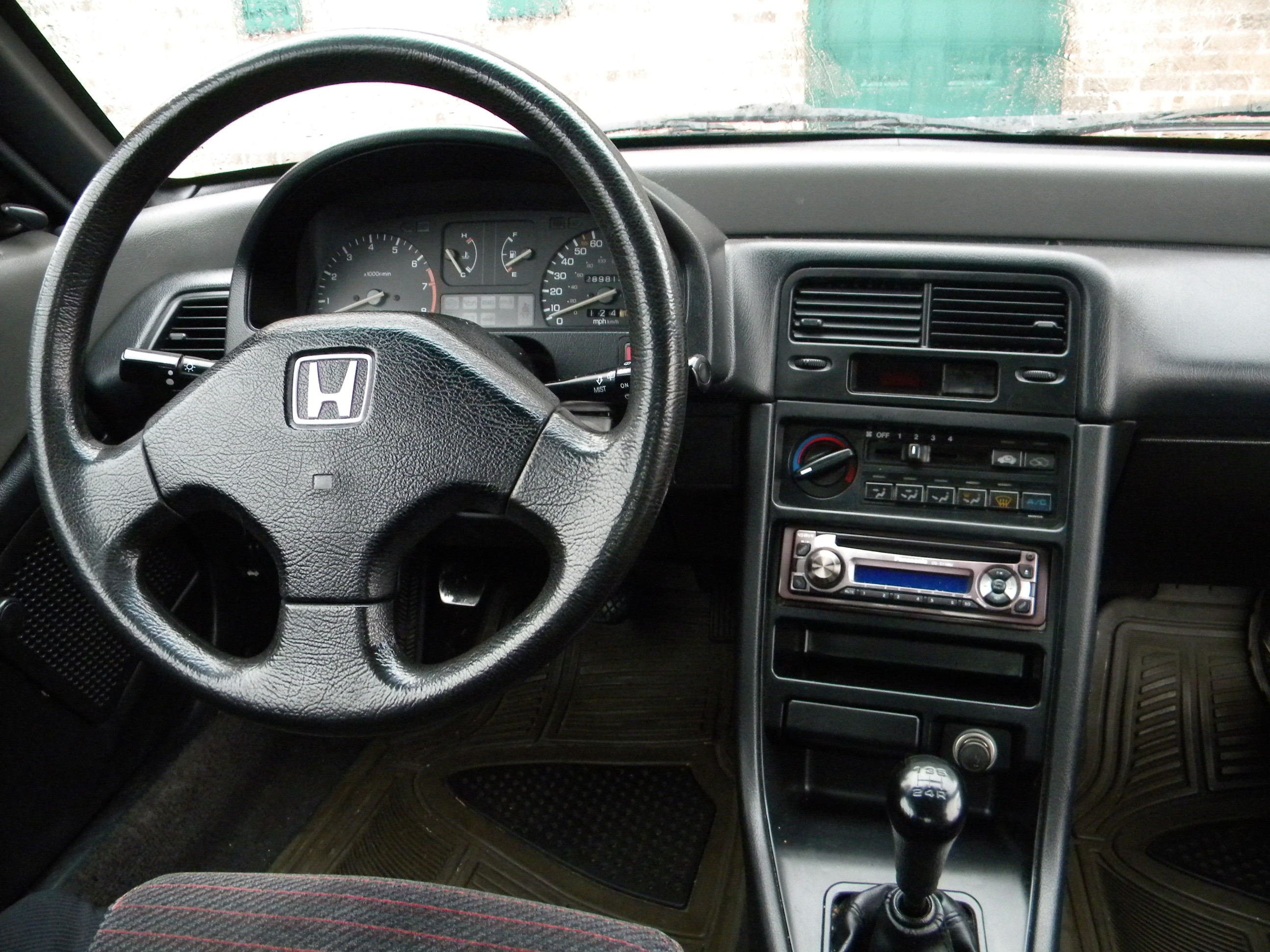

Друге покоління вийшло в 1987 році. Технічна складова авто була повністю перероблена. Шасі зазнало значних змін. У першому поколінні застосовувалися торсіонна балка спереду та напівнезалежна підвіска ззаду, на другому ж з'явилися поперечна двохважельна підвіска спереду та повністю незалежна п'ятиричажна ззаду.
На початку випуску CRX II існувало 2 модифікації: 1.5Х, на якій встановлюється 1.5-літровий рядний 4-циліндровий двигун SOHC, що розвиває потужність в 105 к.с. (У разі автоматичної трансмісії - 100 к.с.), і Si, оснащена 1.6-літровим рядним 4-циліндровим двигуном DOHC потужністю 130 к.с.
В вересні 1989 року Honda додала до гами моторів новий B16A з робочим об'ємом 1595 см³. Двигун B16A був оснащений системою зміни часу й висоти підняття клапанів, повна назва якої Variable Valve Timing And lift Electronic Control, або просто VTEC. Ця система дозволила значно збільшити віддачу на високих оборотах, при цьому зберігаючи низький рівень витрата палива і стабільний холостий хід на низьких обертах. Двигун B16A видавав 150 к.с. на європейській моделі 1.6i-VT (де значився, як B16A1) і 157 к.с. на японській моделі SiR. Ця модифікація стала кульмінаційним моментом у виробництві легких спортивних моделей для концерну Honda.
Салон, завдяки регульованим сидінням, став комфортним і зручним. Моделі, оснащені VTEC, отримали нові бампери, оптику, капот, гальма, панель приладів і деякі інші деталі. До того ж багато з цих змін отримали і поточні не-VTEC моделі. Однією з опцій для японського ринку був скляний дах, незнімна скляна панель, що йде від верхнього краю лобового скла до верхнього краю багажних дверей. Попри японське походження, ця деталь також зрідка зустрічається на інших ринках.

### Двигуни
- 1.5 л 62 к.с. D15B6 I4 (1988–89)
- 1.5 л 72 к.с. D15B6 I4 (1990–91)
- 1.5 л 92 к.с. D15B2 I4
- 1.6 л 105 к.с. D16A6 I4 (1988)
- 1.6 л 108 к.с. D16A6 I4 (1989–91)
- 1.4 л D14A1 I4
- 1.6 л 130 к.с. I4
- 1.6 л 120 к.с. D16A8 I4
- 1.6 л 125-129 к.с. D16A9 I4
- 1.6 л 140 к.с. D16ZC I4
- 1.6 л VTEC 150-160 к.с. B16A1 I4

### Виробництво
| Модель       | 1988   | 1989   | 1990   | 1991   | Всього  |
| ------------ | ------ | ------ | ------ | ------ | ------- |
| Honda CRX HF | 17,516 | 23,846 | 22,947 | 2,617  | 66,926  |
| Honda CRX    | 29,000 | 23,000 | 24,000 | 25,000 | 101,000 |
| Honda CRX Si | 18,054 | 18,735 | 14,009 | 14,447 | 65,245  |
| Всього       | 64,570 | 65,581 | 60,956 | 42,064 | 233,171 |

## Третє покоління (Del Sol)

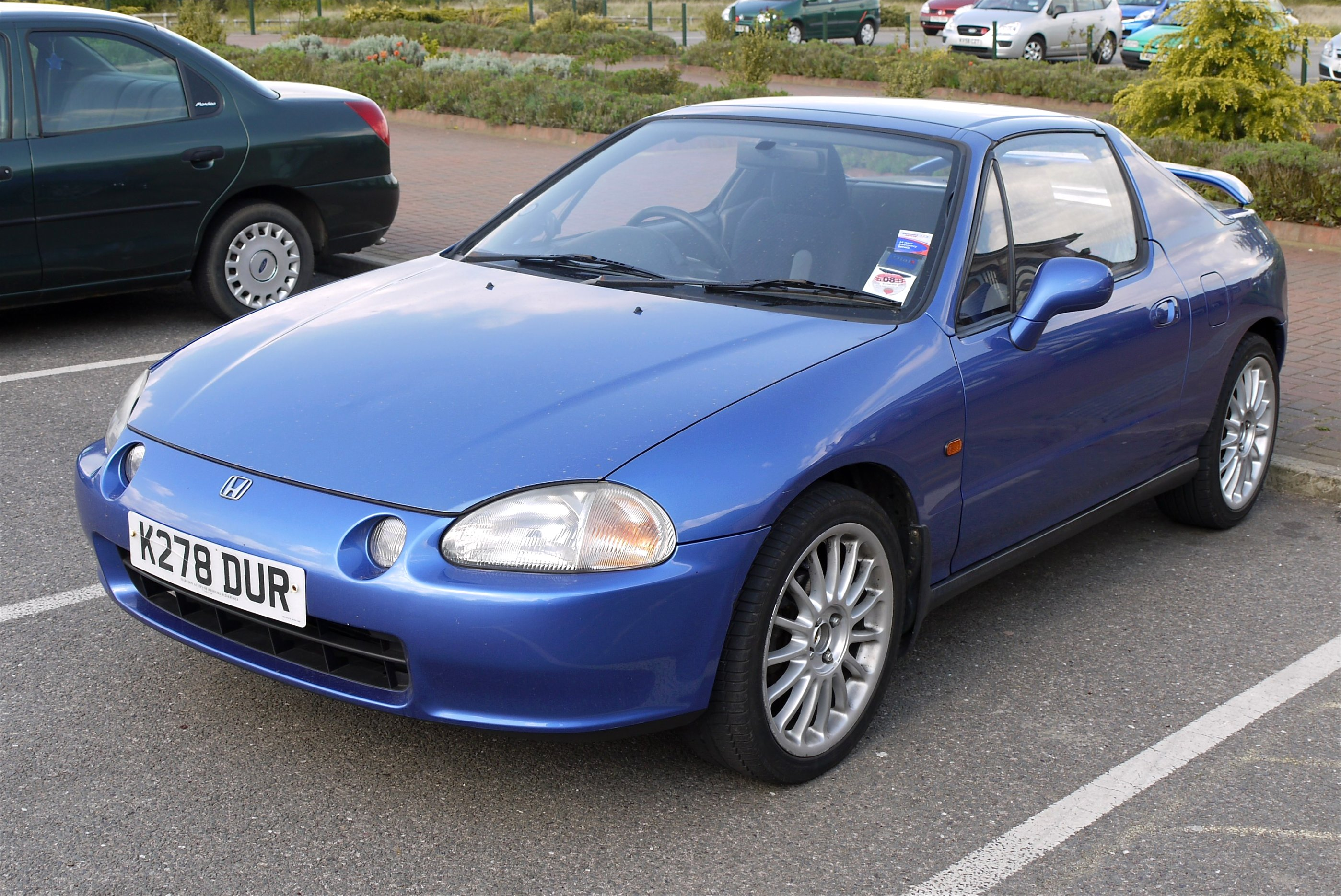
Honda Civic del Sol

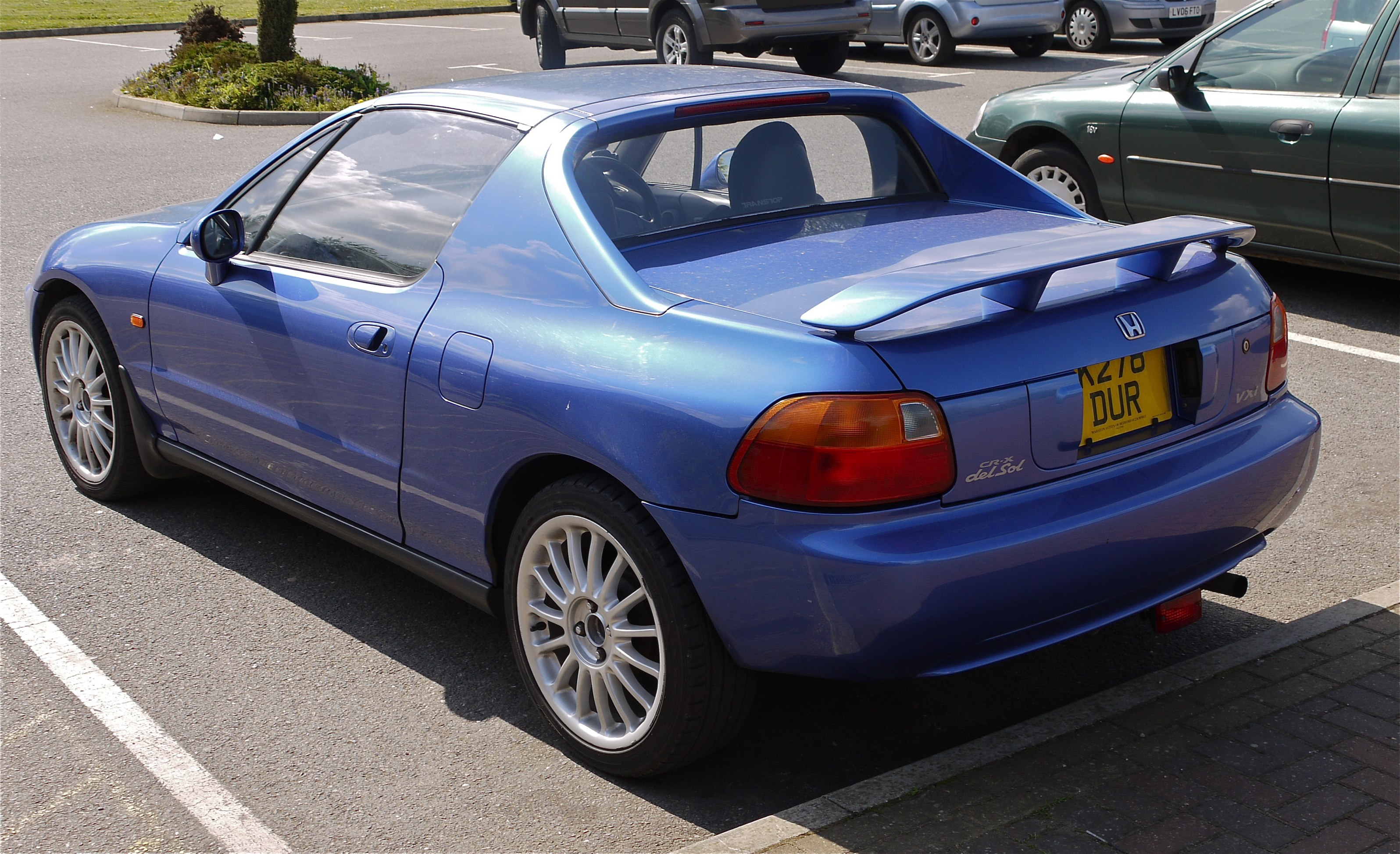

У 1992 році Honda CRX замінила новою моделлю зі знімним дахом, заснованою на Civic, що отримала ім'я Honda Civic Del Sol, відомою, як просто Honda Del Sol. Іспанське ім'я Del Sol перекладається як «від сонця». Ім'я CRX не використовувалося в лінійці Del Sol, оскільки це була інша за ідеологією машина. Модель являла собою двомісний автомобіль в кузові Targa. У США модель була представлена в 1993 році. Після абсолютно квадратних форм Honda CRX, цей симпатичний автомобіль з плавними лініями кузова типу тарга відразу полюбився молоді. Автомобіль не був кабріолетом в повному розумінні цього слова, маючи знімний дах над водієм і пасажиром, який при знятті забирався в багажник, і спускалося заднє скло для «кабріолетного» відчуття. При розміщенні в ньому даху, багажник зменшувався в об'ємі з 297 до 235 літрів.
На ринку Північної Америки Honda Del Sol була представлена в двох варіантах комплектації, S і Si. Базова модель S (названа VXi в Японії) поставлялася з двигуном SOHC об'ємом 1,5 літра, 16-а клапанами та штампованими дисками радіусом 13. Японська модель VXi оснащувалася двигуном D15B. Це був двигун VTEC початкового рівня з потужністю в 130 к.с., аналогічний по потужності моделей 1,6 Si.
Топова версія Si (відома по європейському ринку, як ESi) поставлялася з двигуном SOHC об'ємом 1,6 літра і 16-а клапанами. На Si встановлювалися в стандарті литі 14 диски, пропоновані як опція в кольорі кузова на моделях, пофарбованих у колір «Samba Green», електрорегульовані бічні дзеркала, круїз контроль, дискові задні гальма і передній стабілізатор поперечної стійкості.
Комплектація з VTEC (відома, як JDM SiR в Японії і VTi в Європі) була представлена публіці в 1994 році в США з двигуном серії B потужністю в 160 к.с. (японська версія була форсована до 170 к.с.), як і в моделі Civic SiR. На модель встановлювалися збільшені передні гальма, товстіший передній стабілізатор поперечної стійкості, додатковий задній стабілізатор і ширша гума.
Однаковими опціями на всіх моделях були задній спойлер, килимки, автоматична коробка передач і кондиціонер. У Японії була доступна опція під назвою «Trans Top». Електричний механізм, який прибирав дах у багажник після натискання відповідної кнопки. У Європі ця опція була доступна на моделях ESi і VTi.
Виробництво та продаж Del Sol закінчилися в 1997 році в США і в 1998 на інших ринках. Згідно офіційної статистики, всього у світі було продано 33 000 Honda CRX третього покоління.

### Двигуни
- 1.5 л D15 I4 90-101 к.с.
- 1.6 л D16 I4 130 к.с.
- 1.6 л B16A I4 160-170к.с.

### Продажі
| 1993 | 25,748 |
| 1994 | 21,075 |
| 1995 | 14,021 |
| 1996 | 8,489  |
| 1997 | 5,603  |